# James Trapp
James Trapp (ur. 28 grudnia 1969 w Greenville) – amerykański lekkoatleta, specjalizujący się w biegach sprinterskich. Po zakończeniu kariery lekkoatletycznej był zawodowym graczem futbolu amerykańskiego.

## Sukcesy sportowe
- halowy mistrz organizacji National Collegiate Athletic Association w biegu na 200 metrów – 1992[1][2]

| Rok  | Miasto    | Zawody                    | Konkurencja        | Wynik       |
| ---- | --------- | ------------------------- | ------------------ | ----------- |
| 1991 | Sheffield | Uniwersjada               | sztafeta 4 x 100 m | złoty medal |
| 1993 | Toronto   | Halowe mistrzostwa świata | bieg na 200 m      | złoty medal |

## Rekordy życiowe
| konkurencja        | na stadionie                    | w hali                      |
| ------------------ | ------------------------------- | --------------------------- |
| bieg na 100 metrów | 10,14 – Austin, 05.06.1992      |                             |
| bieg na 200 metrów | 20,17 – Nowy Orlean, 28.06.1992 | 20,60 – Toronto, 13.03.1993 |